# Tamara Alexejewna Zelikowskaja

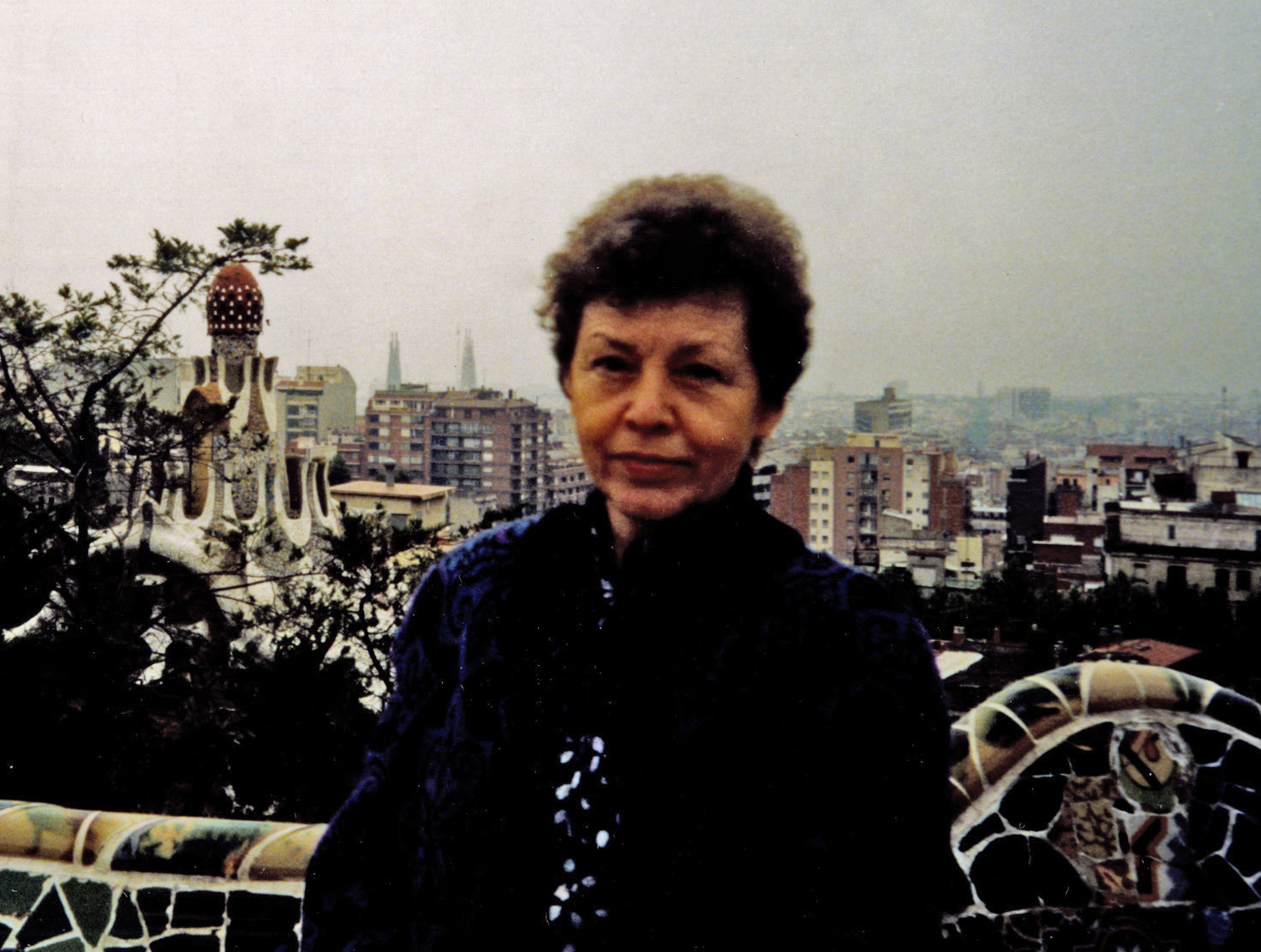
Tamara Alexejewna Zelikowskaja (1996)

Tamara Alexejewna Zelikowskaja (russisch Тамара Алексеевна Целиковская; * 17. November 1935 in Jelez; † 12. Juli 2019 in Kiew) war eine sowjetische bzw. ukrainische Architektin.

## Leben
Da der Zulassungswettbewerb zum Studium am Moskauer Architektur-Institut (MArchI) zu hart war, studierte Zelikowskaja am Kiewer Institut für Ingenieurbauwesen mit Abschluss 1959. Darauf arbeitete sie im Forschungsinstitut für Baukonstruktion der Akademie für Bauwesen und Architektur der Ukrainischen Sozialistischen Sowjetrepublik (SSR). Sie war an der Entwicklung der Instruktion für die Verwendung von Wandkonstruktionen aus Keramik beteiligt, die im Dezember 1961 vom Staatskomitee für Bauwesen des Ministerrats der UdSSR genehmigt wurde.
1963 wurde Zelikowskaja Architektin im Projektierungsinstitut Kiewmetroprojekt für den Bau der Metro Kiew (Kiewer Filiale des Projektierungs- und Erschließungsinstituts Metrogiprotrans für den Metrobau). 1969 wurde sie Mitglied der Architektenunion der UdSSR (und 1991 der Nationalen Architektenunion der Ukraine). 1980–1987 beriet sie als Mitglied einer Spezialistengruppe des Kiewmetroprojekts bulgarische Architekten bei der Projektierung der Metro Sofia. 1985–1990 war sie Sekretärin der Kiewer Abteilung der Architektenunion der UdSSR.
1994 wurde das Kiewmetroprojekt das PI Ukrmetrotonnelprojekt. Dort wurde Zelikowskaja Chefin der Architektur- und Planungswerkstatt und Chefarchitektin des Projekts. 2015 ging sie in Pension.

## Projekte
- Passagierterminal im Hafen Odessa (1968 mit I. L. Maslenkow, W. S. Bogdanowski)
- Aufzugsanlagen in Sanatorien auf der Krim (1966–1969)
- Rolltreppenanlage nahe der Potemkinschen Treppe in Odessa (1971 mit Maslenko, Bogdanowski)
- Straßentunnel durch den Drakon-Berg auf der Strecke Sewastopol–Jalta (1972)
- Straßentunnel in Dnepropetrowsk (1968–1970)

## Kiewer Metrostationsprojekte (Auswahl)
- Komsomolskaja (1968 mit Maslenkow, Bogdanowski, seit 1993 Tschernihiwska)
- Oktjabrskaja (1971 mit B. I. Prijmak, Maslenkow, Bogdanowski, Bildhauer B. M. Karlowski, seit 1993 Berestejska)
- Potschtowa Ploschtscha (1976 mit Bogdanowski, Maslenkow, A. S. Kruschinski, I. G. Lewitska, J. W. Kislitschenko, 2015 Sanierung)[4]
- Dserschinskaja (1984 mit W. I. Jeschow, Kruschinski, A. M. Pantschenko und den Künstlern E. I. Kotkow, M. G. Bartossik, seit 1993 Libidska, seit 1994 Architektur-Denkmal)[5]
- Widubitschi (1991 mit den Künstlern O. A. Borodaj, O. P. Babak)
- Akademmistetschko (2003 mit W. L. Gnewyschew, M. M. Aloschin)
- Teremki (2013 mit Gnewyschew, O. W. Naschiwotschnikow, J. M. Plaschtschenko, A. M. Pantschenko)

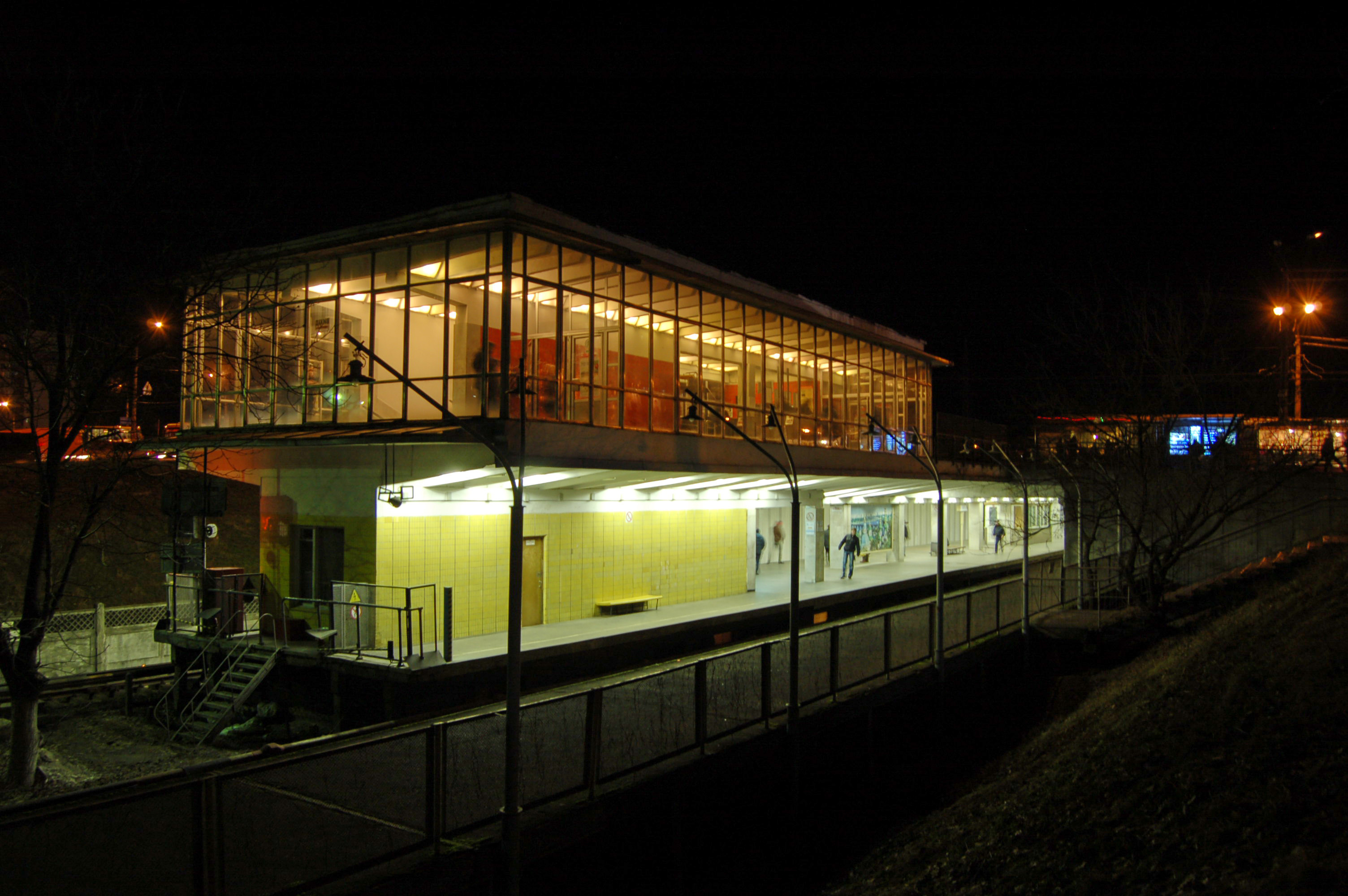
Komsomolskaja/Tschernihiwska
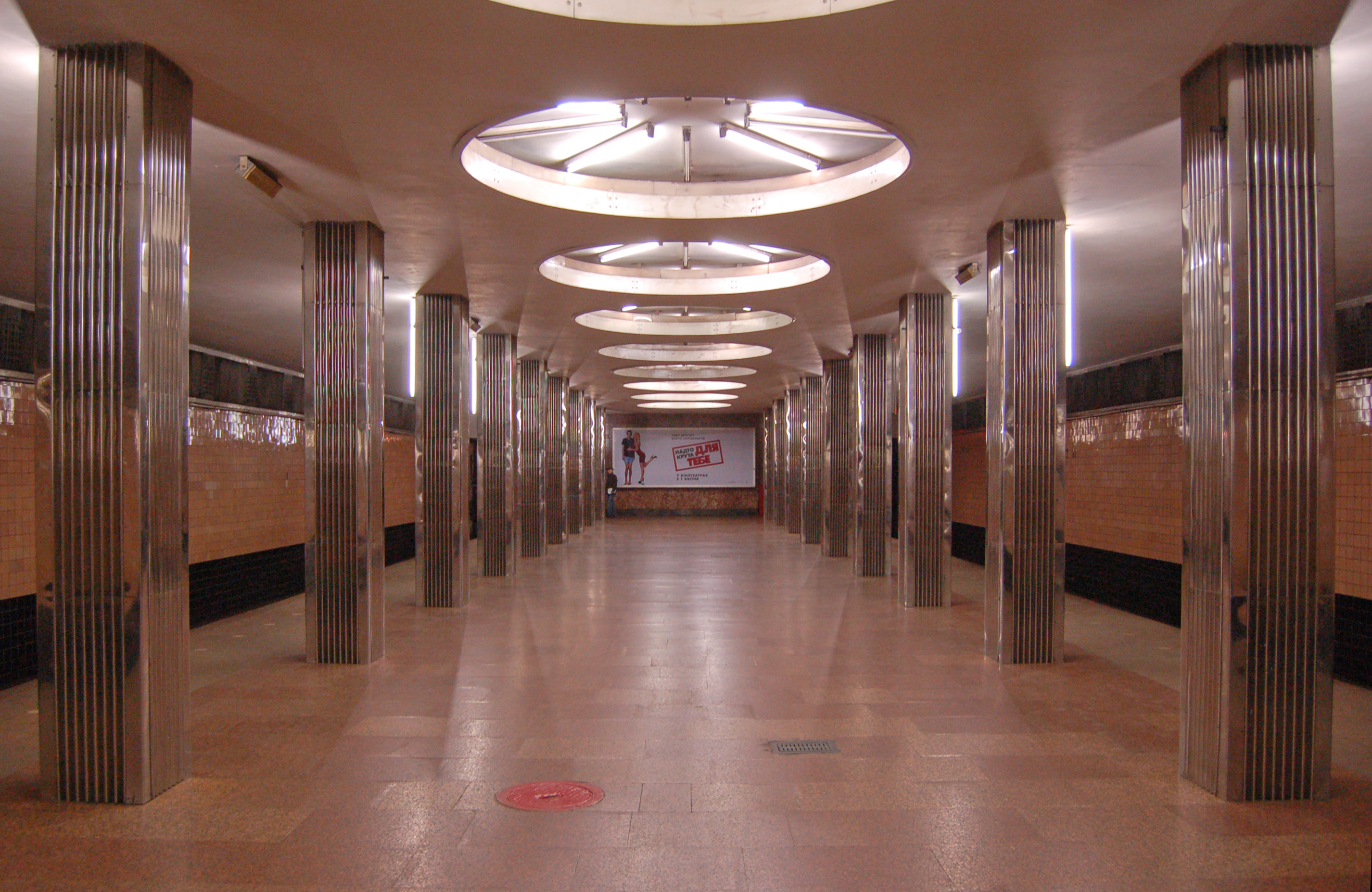
Oktjabrskaja/Berestejska
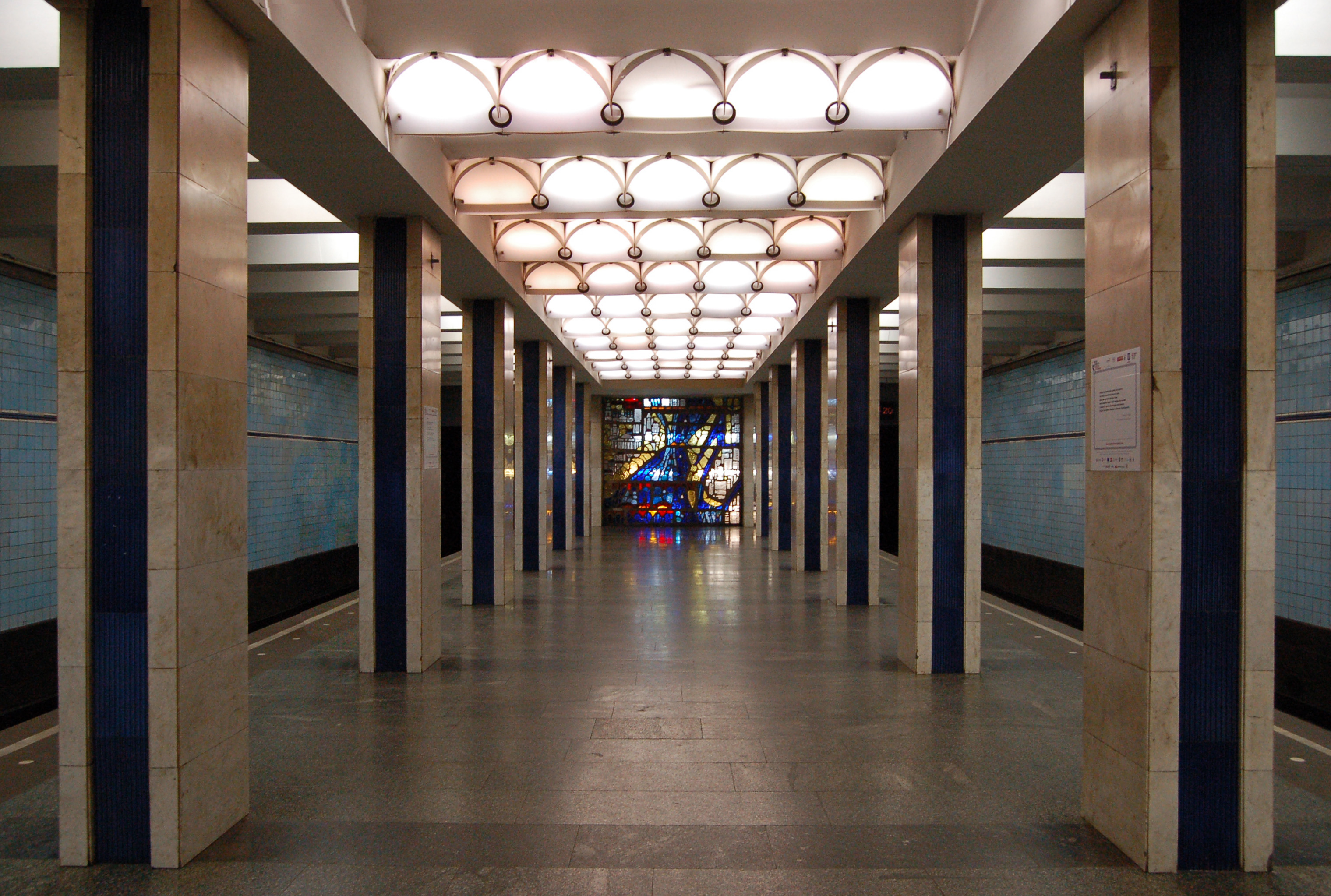
Potschtowa Ploschtscha
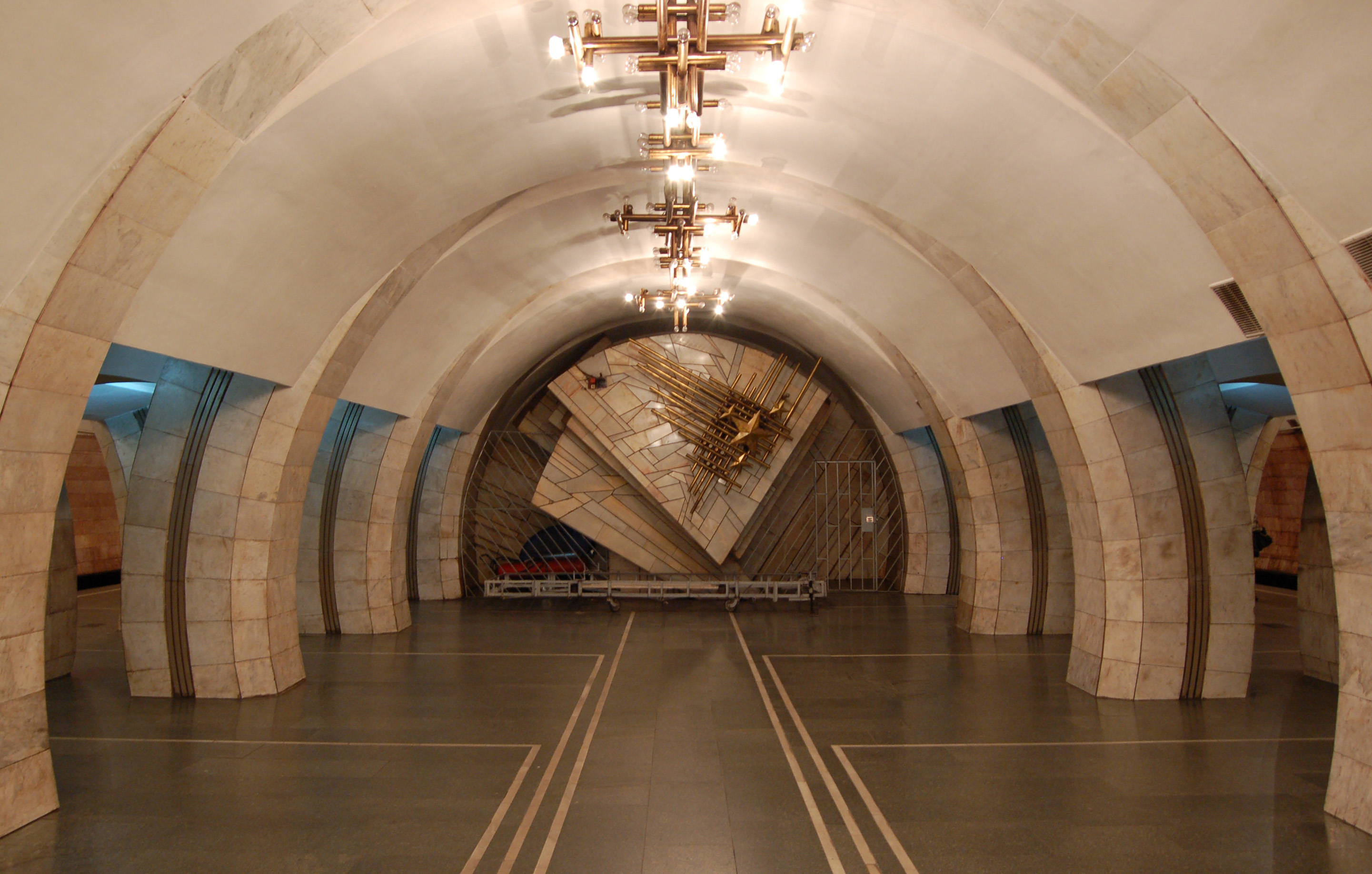
Dserschinskaja/Libidska
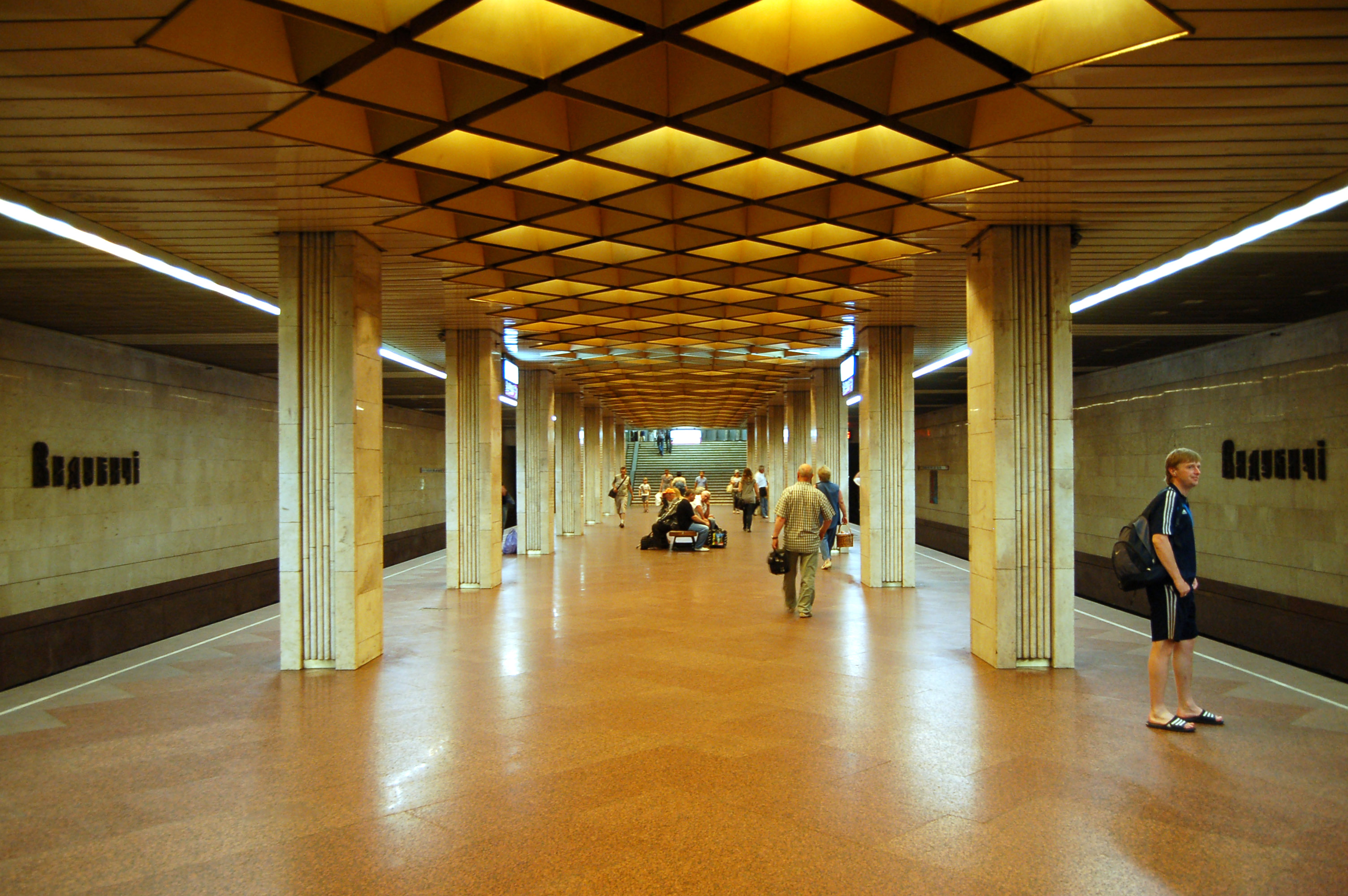
Widubitschi
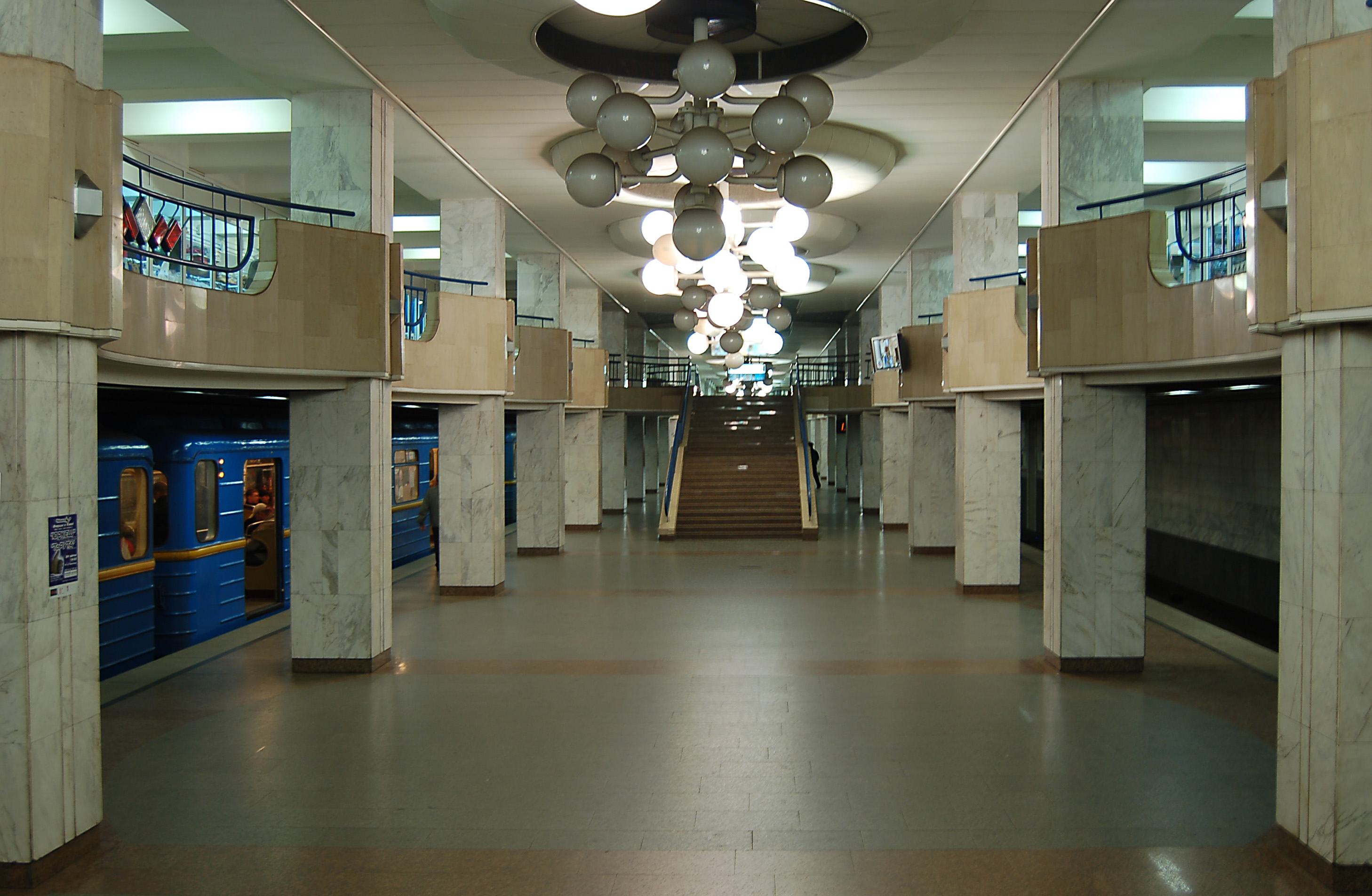
Akademmistetschko
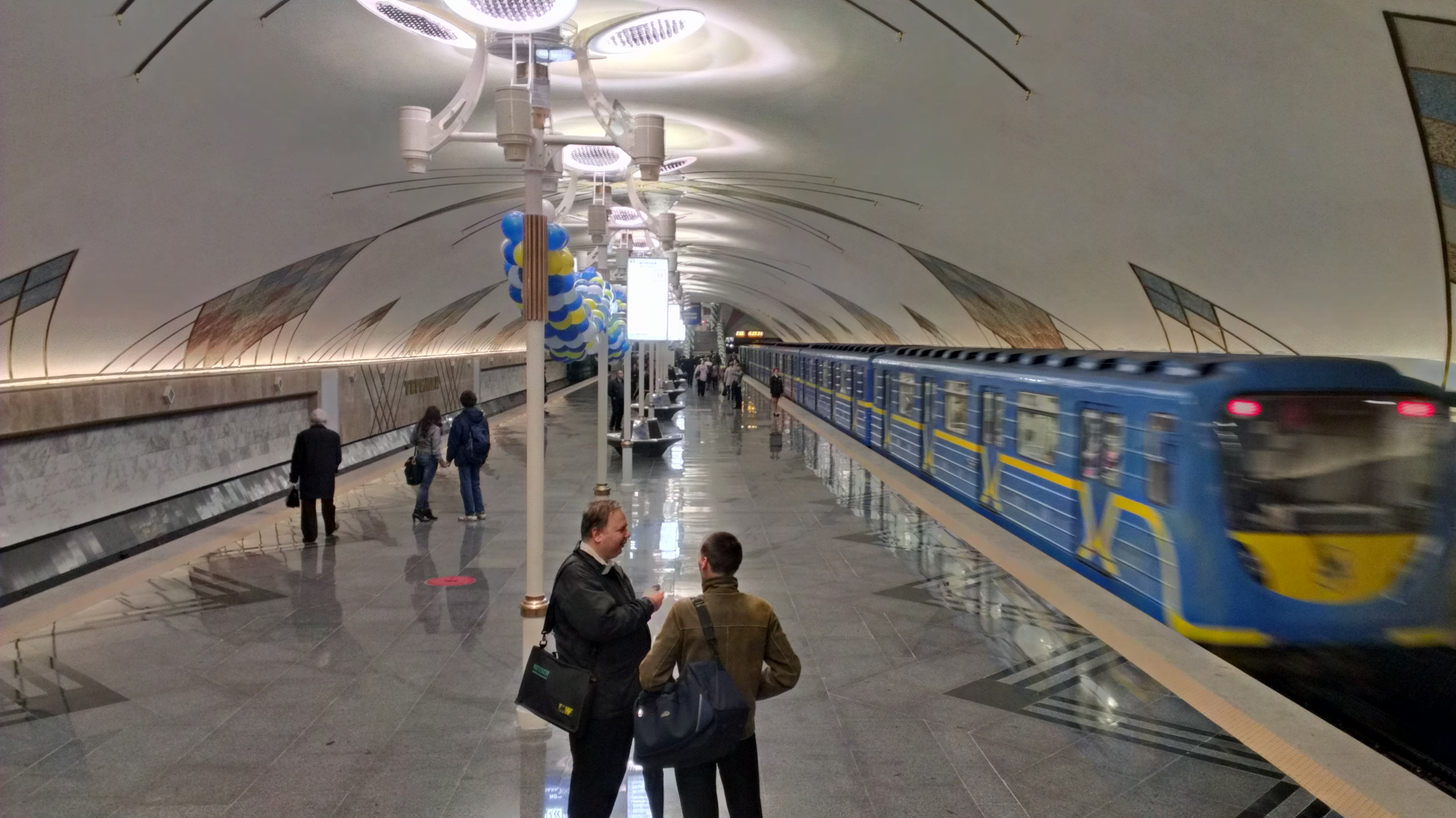
Teremki

## Ehrungen, Preise
- Verdiente Architektin der Ukraine (1995)[6]